# 石硬子
石硬子，原寫為石硬仔，是臺灣新竹縣峨眉鄉的一個傳統地域名稱，位於該鄉中部偏東南。相較於今日行政區，其範圍大致為七星村北半部。
本地區全境位於峨眉溪左岸支流石子溪的流域範圍內。

## 歷史
台灣清治末期至日治初期，石硬子地區為一街庄，稱為「石硬仔庄」，隸屬於竹北一堡。該庄北與赤柯坪庄、月眉庄、南埔庄為鄰，東與南坑庄為鄰，南邊為藤坪庄，西邊為十二藔庄。
1901年（日治明治三十四年）11月，全台廢縣廳改設二十廳，該庄隸屬於新竹廳。1909年（明治四十二年）10月，合併二十廳為十二廳，該庄隸屬不變。1920年（大正九年），廢十二廳改設五州二廳，該庄改制並雅化為「石硬子」大字，隸屬於新竹州竹東郡峨眉庄，大字下有「石硬子」、「社寮坑」小字名。
戰後峨眉庄改制為峨眉鄉，隸屬於新竹縣，大字亦改制為村。1950年桃、竹、苗分治，峨眉鄉隸屬不變。

## 交通
鄉道竹41線是峨眉至獅頭山風景區的道路，大致以縱向蜿蜒經過石硬子地區西部，向北可前往峨眉市區並止於省道台3線路口，向南可前往藤坪、獅頭山並止於縣界，續行可達南庄的田尾地區並止於縣道124號。